# Ulrich Pietsch
Ulrich Pietsch (* 11. Mai 1950 in Plön) ist ein deutscher Kunsthistoriker und ehemaliger Direktor der Porzellansammlung in Dresden.

## Leben
Pietsch studierte von 1971 bis 1977 Kunstgeschichte, Klassische Archäologie, Volkskunde und Romanistik/Italienisch an der Universität Kiel. Zwei Stipendien führten ihn 1975 und 1977 nach Rom. 1977 wurde er in Kiel mit einer von Alfred Kamphausen betreuten Dissertation über den Eutiner Barock-Baumeister Georg Greggenhofer zum Dr. phil. promoviert.
Von 1977 bis 1979 war er Volontär am Museum für Kunst- und Kulturgeschichte der Hansestadt Lübeck (St.-Annen-Museum, Behnhaus). 1979 wurde er hier Konservator und stellvertretender Direktor.
Von 1994 bis zu seiner Pensionierung 2015 wirkte er als Direktor der Porzellansammlung der Staatlichen Kunstsammlungen Dresden.
Seit 2011 lehrt er als Honorarprofessor Kunstgeschichte an der TU Dresden.

## Schriften
- Georg Greggenhofer 1719–1779, Fürstbischöflicher Baumeister an der Residenz Eutin: ein Beitrag zum Backsteinbarock in Schleswig-Holstein. Universität Kiel, Fachbereich Philosophie, Dissertation 1977.
- Von der Redlichkeit des Bürgers – Kunst und Kultur des Biedermeier in Lübeck. Ausstellungskatalog Lübeck. Lübeck 1989.
- Stockelsdorfer Fayencen Geschichte und Leistung einer holsteinischen Manufaktur im 18. Jahrhundert. Lübeck 1987.
- Meissener Porzellan und seine ostasiatischen Vorbilder. Leipzig 1996.
- Johann Gregorius Höroldt 1696–1775 und die Meissener Porzellanmalerei. Ausstellungskatalog Dresden. Leipzig 1996.
- Schwanenservice. Meissener Porzellan für Heinrich Graf von Brühl. Ausstellungskatalog Dresden. Leipzig 2000.
- Die Arbeitsberichte des Meissener Modelleurs Johann Joachim Kaendler 1706–1775. Leipzig 2000.
- Meissen für die Zaren. Porzellan als Mittel sächsisch-russischer Politik im 18. Jahrhundert. Ausstellungskatalog Dresden. München 2004.
- Porzellan Parforce. Jagdliches Meissner Porzellan des 18. Jahrhunderts. Ausstellungskatalog Dresden Düsseldorf. München 2005.
- Die figürliche Meißner Porzellanplastik von Gottlieb Kirchner und Johann Joachim Kaendler – Bestandskatalog der Porzellansammlung, Staatliche Kunstsammlungen Dresden. München 2006.